# Peters Reservation
Peters Reservation ist ein 97 Acres (39,3 ha) großes Naturschutzgebiet bei Dover im Bundesstaat Massachusetts der Vereinigten Staaten. Es wird von der Organisation The Trustees of Reservations verwaltet.

## Schutzgebiet
Das Schutzgebiet wurde nach einer Familie benannt, die das Grundstück 1917 als Rückzugsort erwarb. Es ist dicht mit Eichen- und Hickory-Bäumen bewachsen. Die Wanderwege und Unterholz-Pflanzen wurden vom Landschaftsarchitekten Fletcher Steele angelegt. Das Gebiet wird auf einer Seite durch den Charles River begrenzt, an dessen Ufer dort Amerikanische Rot-Kiefern gepflanzt wurden. Die 2,5 mi (4 km) Wanderwege binden das benachbarte Schutzgebiet Chase Woodlands an und führen unter anderem durch eine große Anpflanzung von Rhododendren.
Das Schutzgebiet wurde 1988 eingerichtet und zuletzt 1996 erweitert.